# Vincentas Sladkevičius
Vincentas Sladkevičius, MIC (20 de agosto de 1920 - 28 de maio de 2000) foi um cardeal lituano da Igreja Católica Romana. Ele serviu como arcebispo de Kaunas de 1989 a 1996, e foi elevado ao cardinalato em 1988.

## Primeiros anos e sacerdócio
Vincentas Sladkevičius nasceu em Žasliai, diocese de Kaišiadorys, último dos cinco filhos de Mykolas Sladkevičius e sua esposa Uršule Kavaliauskaite, uma família de fazendeiros; seu pai morreu quando ele tinha nove anos. Cursou a educação inicial na escola primária em Žasliai, em 1926; em 1932, foi para o Ginásio de Kaišiadorys; em 1933, para o Ginásio Católico de Kaišiadorys; em 1934, para o Ginásio Jesuíta de Caunas; de 1939 a 1944, estudou na Faculdade Teológica da Universidade Vytautas Magnus, onde obteve uma licenciatura em teologia em 1944.
Ordenado ao sacerdócio em 25 de março de 1944, Caunas, por Juozapas Skriveckas, arcebispo de Kaunas. Incardinado na diocese de Kaišiadorys. De 1944 a 1948, foi vigário em diversas paróquias, e de 1948 a 1952, pároco. Em 1952, foi nomeado prefeito do Seminário Teológico de Caunas, bem como professor de dogmática. Em 1956, ele foi nomeado cônego do capítulo da catedral de Kaišiadorys.

## Episcopado
Em 14 de novembro de 1957, Sladkevičius foi nomeado bispo auxiliar sedis datus de Kaišiadorys e Bispo titular de Ábora. Ele recebeu sua consagração episcopal no dia 25 de dezembro, em segredo, na cozinha da casa paroquial de Šv. Antano Paduviečio, em Birštonas, do bispo Teofilius Matulionis, sem co-consagradores. No entanto, em março de 1958, ele foi expulso de seu cargo pelas autoridades soviéticas. Até 1959, ele viveu em um apartamento particular em Kaunas. Impedido de exercer seu ministério episcopal pelo governo, Sladkevičius residiu em Neumunélio Radviliškis (Panevėžys), onde esteve sob prisão domiciliar virtual de 1963 a 1982; a partir de 1970, foi-lhe permitido administrar os sacramentos em privado na paróquia local.
Ingressou na Congregação dos Clérigos Marianos da Imaculada Conceição em segredo; fez os votos temporários em 1972 e os votos perpétuos em 1975. Em 1976, foi enviado para Pabiržé, diocese de Panevéžys, até 1982; em 1980, foi-lhe permitido celebrar a missa em privado na paróquia. Nomeado administrador apostólico ad nutum Sanctae Sedis de Kašiadorys, 15 de julho de 1982. Eleito presidente da Conferência Episcopal da Lituânia em 27 de abril de 1988.

## Cardinalato
O Papa João Paulo II criou Sladkevičius como cardeal-presbítero do Espírito Santo alla Ferratella no consistório de 28 de junho de 1988, recebendo o barrete vermelho e o título no mesmo dia. Promovido aArcebispo de Kaunas em 10 de março de 1989. Recebeu o pálio do papa em 29 de junho de 1989, na Basílica de São Pedro.
Sladkevičius participou da Assembleia Especial do Sínodo dos Bispos para a Europa, Vaticano, 1991. Em 6 de setembro de 1993, deu as boas-vindas ao Papa João Paulo II em Caunas. O Santo Padre se referiu ao cardeal como um "servo diligente de Deus que pode, sem dúvida, ser considerado o modelo de moral, serviço a Deus, verdade e humanidade do século XX". Em dezembro de 1993, recebeu a cidadania honorária de Kaunas. Renunciou ao governo pastoral da arquidiocese, por ter atingido o limite de idade, em 4 de maio de 1996. Em 1998, foi condecorado com a cruz de mérito, primeira classe, da Ordem de Vytautas o Grande da República da Lituânia.
Cardeal Sladkevičius morreu em seu apartamento em Caunas, enquanto recebia os últimos ritos, após sofrer de câncer de próstata por sete anos. Ele foi enterrado na Catedral Basílica de Kaunas depois de uma missa fúnebre no dia 1 de junho de 2000. Em 2 de junho de 2001, em comemoração ao primeiro aniversário de sua morte, em Caunas, uma exposição memorial foi inaugurada no apartamento onde ele viveu de 1990 a 2000; uma rua na cidade também foi nomeada em sua homenagem, como "Kardinolas Vincentas Sladkevicius". Em 2003, um selo com seu retrato foi emitido pela República da Lituânia, e em 2006, uma moeda com seu retrato. Em 2007, um monumento em sua homenagem foi erguido no terreno da catedral da Transfiguração em Kaišiadorys. Seu apartamento em Caunas, onde passou seus últimos anos e morreu, foi convertido em um museu.